# 笠松村 (福岡県鞍手郡)
笠松村（かさまつむら）は、福岡県鞍手郡にあった村。現在の宮若市の一部にあたる。

## 地理
- 河川：倉久川、犬鳴川、有木川[1]
- 山：靡山[2]

## 歴史

### 沿革
- 1889年（明治22年）4月1日 - 鞍手郡四郎丸村、倉久村、上有木村、下有木村、芹田村が合併して村制施行し、笠松村が設立[3][3][4]。
- 1955年（昭和30年）3月31日 - 村域を二分割し、大字下有木・倉久・四郎丸・芹田・上有木村（一部）が鞍手郡宮田町と合併して宮田町が存続し、大字上有木村（一部）は鞍手郡若宮町、吉川村と合併し若宮町が存続して、笠松村は廃止された[3][4]。

### 地名の由来
神社笠松宮から。

## 産業
石炭採掘

### 炭鉱
- 貝島炭鉱大之浦鉱業所[3]